# Унковский, Василий Яковлевич
Василий Яковлевич Унковский — русский государственный деятель XVII века, ярославский воевода в 1660-х годах, дипломат.
Братья Унковские — Василий и Григорий происходили из скромного дворянского семейства Новгородского уезда. Василий родился, вероятно, в середине или во второй половине 1590-х годов.
Впервые упоминается в документах в 1612/13 году. В 1613—1615 годах участвует в дипломатической миссии в Константинополь.
В 1617—1618 Василий Унковский в войске И. Б. Черкасского отличился в походах против польской армии королевича Владислава, за что был награждён землями в Вологодском и Ярославском уездах.
В дальнейшем В. Я. Унковский упоминается как участник дипломатических миссий: в 1645 — к польскому королю Владиславу, в 1656 — к курляндскому герцогу Якобу. В 1650 и 1652 он возглавляет посольства к Богдану Хмельницкому. Во время посольства 1650 года Унковскому было поручено встретиться с самозванцем Тимофеем Анкудиновым, нашедшем приют у гетмана. Унковскому не удалось ни уговорить Анкудинова вернуться в Москву, ни добиться его выдачи. Он даже пытался организовать отравление самозванца, но также тщетно.
В 1630—1660-е годы Василия Унковского неоднократно назначали воеводой в различные города. В 1631—1633 он был воеводой в Кокшайске, в 1633—1634 — в Яренске. В 1655 году он несколько месяцев был воеводой в Могилёве, незадолго до того оказавшемся под властью Москвы.
В 1660-е годы Василий Унковский — воевода в Ярославле. Документы сообщают, что в августе 1660 года по царскому указу воевода Василий Унковский и его брат Григорий заложили две башни городских укреплений — Семёновскую (не сохранилась) и Власьевскую.
Последнее упоминание Василия Унковского как ярославского воеводы относится к 1669 году.
Скончался он не позднее 1675 года, когда его супруга Екатерина Никифоровна названа вдовой.